# Corey Hart (baseball)
Cet article concerne le joueur de baseball. Pour le musicien, voir Corey Hart. Pour le patronyme, voir Hart.
Jon Corey Hart (né le 24 mars 1982 à Bowling Green, Kentucky, États-Unis) est un voltigeur et joueur de premier but de la Ligue majeure de baseball.
Il compte deux sélections au match des étoiles, en 2008 et 2010 comme représentant des Brewers de Milwaukee. 

## Biographie

### Brewers de Milwaukee
Après des études secondaires à la Greenwood High School de Bowling Green (Kentucky), Corey Hart est drafté le 5 juin 2000 par les Brewers de Milwaukee au onzième tour de sélection. Il signe son premier contrat professionnel le 12 juin 2000. 
Hart passe quatre saisons en Ligues mineures avant d'effectuer ses débuts en Ligue majeure le 25 mai 2004. 

#### Saison 2007
Joueur réserviste en 2006, il devient l'un des réguliers des Brewers en 2007. Sa moyenne au bâton est de ,295 cette saison-là et sa moyenne de puissance à ,539. Il frappe 24 coups de circuit, 33 doubles, et récolte 81 points produits.

#### Saison 2008
Sélectionné pour la première fois au match des étoiles en 2008, il est 3e pour les doubles dans la Ligue nationale, avec 45 à la fin de la saison. Il frappe un sommet en carrière de 164 coups sûrs, réussit 20 circuits et produit 91 points. 

#### Saison 2009
Il prolonge son contrat chez les Brewers le 17 février 2009 en s'engageant pour une saison contre 3,2 millions de dollars.
Ne disputant que 115 matchs en 2009, il est limité à 12 circuits et 48 points produits.

#### Saison 2010
Le 2 août 2010, il paraphe un contrat de trois saisons l'assurant de demeurer avec les Brewers, à moins d'un échange, jusqu'à la conclusion de la saison de baseball 2013. Il connaît sa meilleure saison jusque-là en carrière en 2010 avec des records personnels de 31 circuits et 102 points produits en 145 parties jouées. Sa moyenne de puissance de ,525 est l'une des 10 meilleures de la Ligue nationale et sa seconde meilleure en carrière après son ,539 de la saison 2007. Il réussit 158 coups sûrs, six de moins que son meilleur total (en 2008) et 34 doubles. Invité pour la seconde fois au match des étoiles de mi-saison, il reçoit quelques votes à la fin de l'année pour le prix du joueur par excellence de la saison.

#### Saison 2011
En 2011, il frappe dans une moyenne au bâton de ,285 ave une moyenne de puissance de ,510. Il réussit 26 circuits et produit 63 points en 130 matchs. Son total moins élevé de points produits peut s'expliquer par le fait qu'il ait été déplacé en cours de saison au premier rang de l'ordre des frappeurs des Brewers, réduisant ses chances de pousser des coéquipiers au marbre. De plus, il rate le premier mois de la saison régulière, blessé à l'oblique. Il frappe deux circuits et produit cinq points en 10 matchs dans les deux rondes éliminatoires jouées à l'automne par les Brewers.

#### Saison 2012
Hart passe en 2012 du champ extérieur au poste de joueur de premier but à la suite du départ de Prince Fielder, qui quitte les Brewers pour les Tigers. Il connaît une bonne saison à l'attaque avec 30 circuits et 80 points produits en 149 matchs joués. Sa moyenne au bâton s'élève à ,270 et sa moyenne de puissance à ,507. C'est la 3e année de suite que cette dernière s'élève au-dessus de ,500.

#### Saison 2013
En janvier 2013, Hart est opéré au genou droit et un retour au jeu est initialement prévu pour le mois de mai. Mais en juillet, il doit subir une autre chirurgie pour réparer du cartilage dans le même genou. Par conséquent, sa dernière année de contrat avec Milwaukee est entièrement passée à l'écart de la compétition.

### Mariners de Seattle
En décembre 2013, Corey Hart, devenu agent libre, rejoint les Mariners de Seattle. Il connaît une année difficile en offensive avec 6 circuits, 21 points produits et une moyenne au bâton d'à peine ,203 en 68 parties jouées. Il est presque exclusivement frappeur désigné, alors que les Mariners lui préfèrent Logan Morrison et Justin Smoak au premier but.

### Pirates de Pittsburgh
Le 19 décembre 2014, Hart signe un contrat de 2,5 millions de dollars pour un an avec les Pirates de Pittsburgh.

## Statistiques
En saison régulière
| Statistiques de frappeur |           |     |      |     |     |     |    |    |     |    |       |
| Saison                   | Équipe    | G   | AB   | R   | H   | 2B  | 3B | HR | RBI | SB | BA    |
| 2004                     | Milwaukee | 1   | 1    | 0   | 0   | 0   | 0  | 0  | 0   | 0  | 0,000 |
| 2005                     | Milwaukee | 21  | 57   | 9   | 11  | 2   | 1  | 2  | 7   | 2  | 0,193 |
| 2006                     | Milwaukee | 87  | 237  | 32  | 67  | 13  | 2  | 9  | 33  | 5  | 0,283 |
| 2007                     | Milwaukee | 140 | 505  | 86  | 149 | 33  | 9  | 24 | 81  | 23 | 0,295 |
| 2008                     | Milwaukee | 157 | 612  | 76  | 164 | 45  | 6  | 20 | 91  | 23 | 0,268 |
| 2009                     | Milwaukee | 115 | 419  | 64  | 109 | 24  | 3  | 12 | 48  | 11 | 0,260 |
| Totaux                   |           | 521 | 1831 | 267 | 500 | 117 | 21 | 67 | 260 | 64 | 0,273 |

En séries éliminatoires
| Statistiques de frappeur |           |   |    |   |   |    |    |    |     |    |       |
| Saison                   | Équipe    | G | AB | R | H | 2B | 3B | HR | RBI | SB | BA    |
| 2008                     | Milwaukee | 4 | 13 | 0 | 3 | 0  | 0  | 0  | 0   | 0  | 0,231 |
| Totaux                   |           | 4 | 13 | 0 | 3 | 0  | 0  | 0  | 0   | 0  | 0,231 |

Note: G = Matches joués; AB = Passages au bâton; R = Points; H = Coups sûrs; 2B = Doubles; 
3B = Triples; HR = Coup de circuit; RBI = Points produits; SB = buts volés; BA = Moyenne au bâton 